# Schloss Meillant

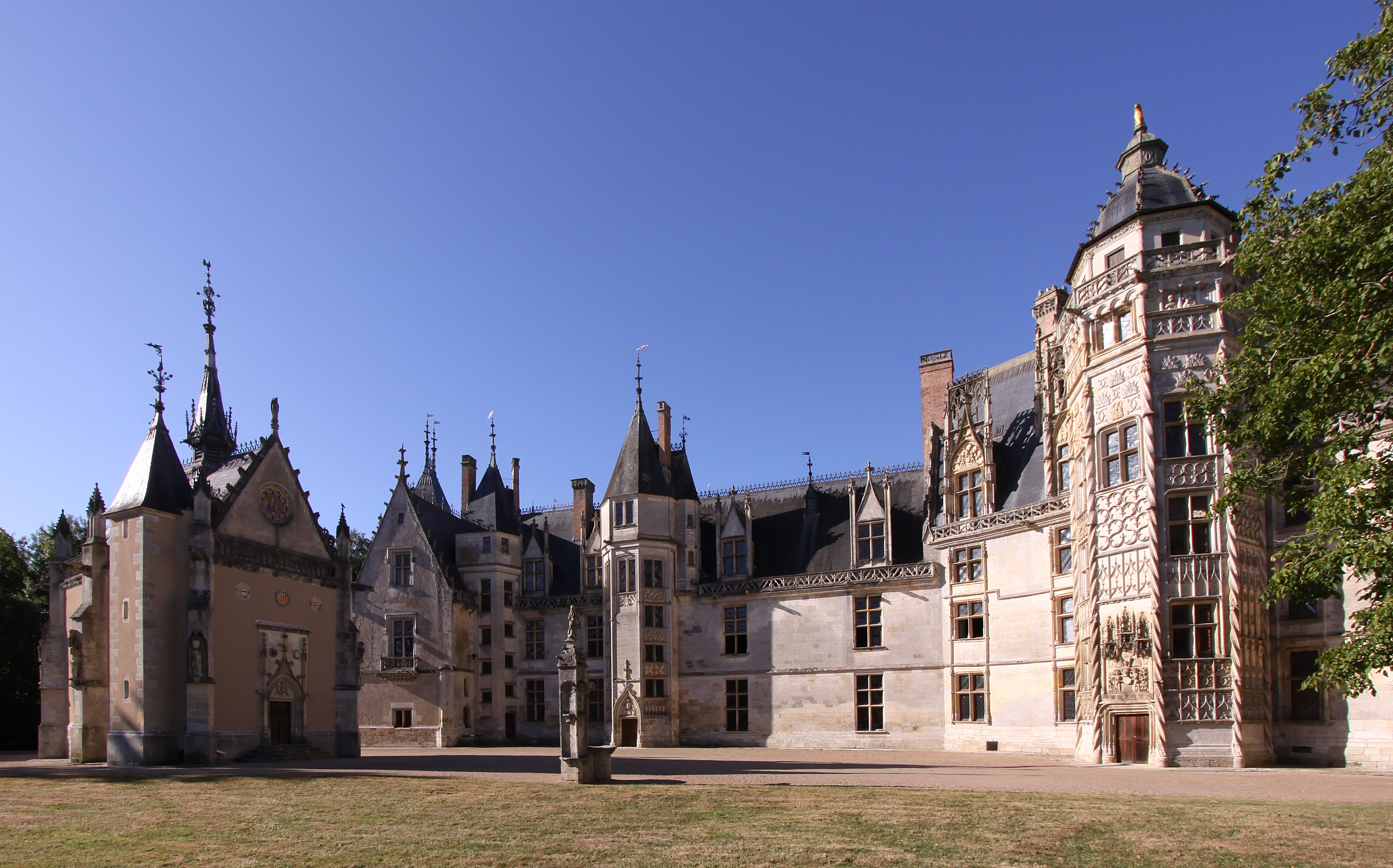
Schloss Meillant, 2009

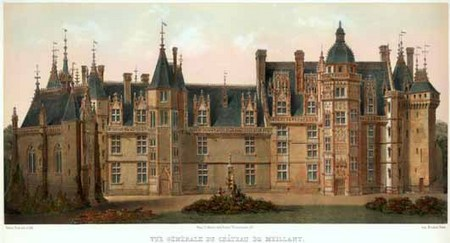
Schloss Meillant, 1503

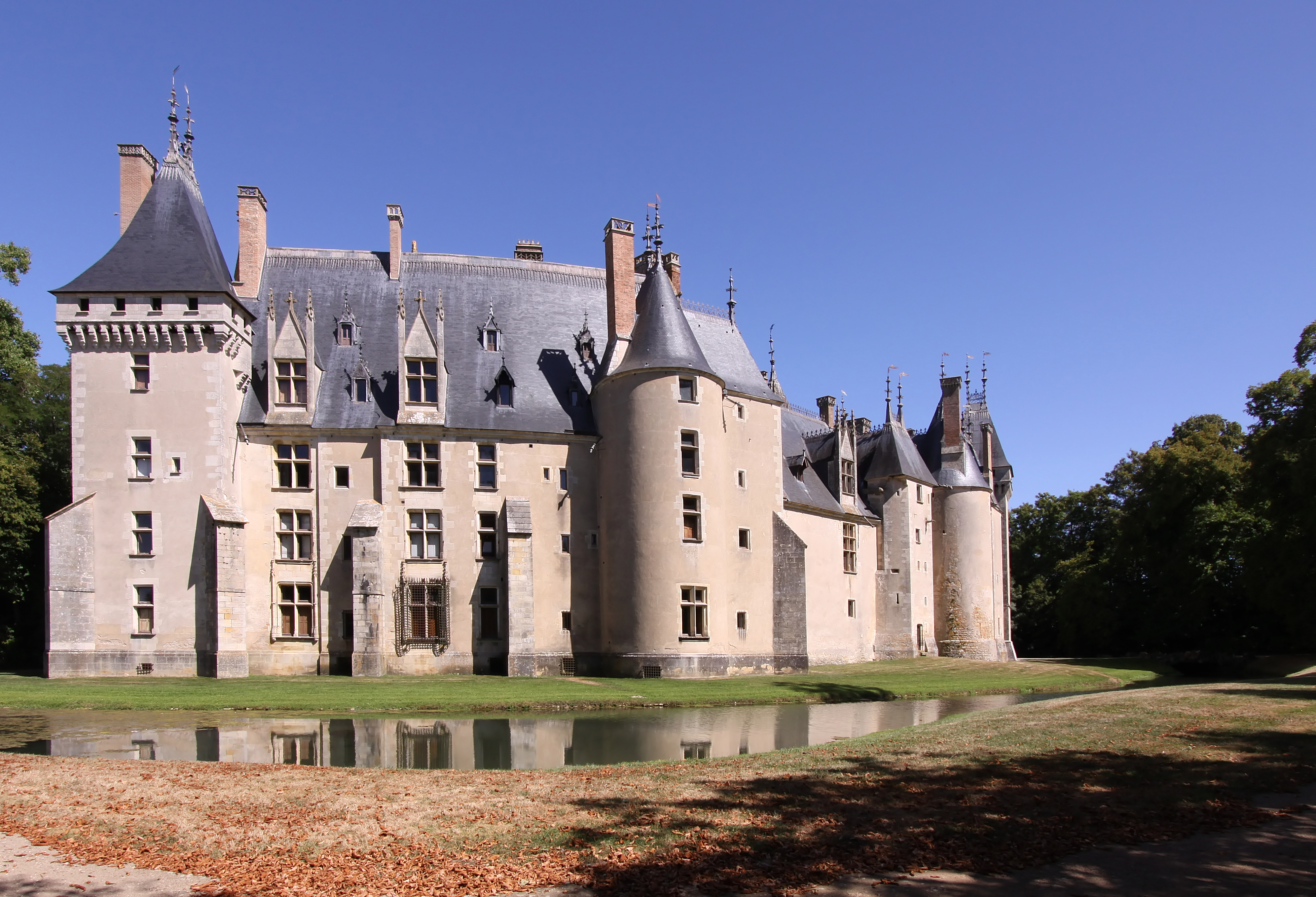
Schloss Meillant – Außenansicht

Das Schloss Meillant gehört zur französischen Gemeinde Meillant im Département Cher in der Region Centre-Val de Loire. Es ist ein Schloss der Bourbonen, das südlich von Bourges am kleinen Fluss Cher liegt. Mit dem Aufstieg des Hauses Amboise rückte das zu der Zeit bereits 100 Jahre bestehende Bauwerk Mitte des 15. Jahrhunderts in den Kreis der Loire-Schlösser auf.
1453 kam Pierre d’Amboise, Seigneur von Chaumont, durch Heirat in den Besitz von Meillant. Sein Sohn Charles I. wollte die im frühen 14. Jahrhundert durch Etienne de Sancerre erbaute Burg modernisieren. Eines der Gebäude, die entlang einer polygonalen, den Hof vollständig einschließenden Ringmauer mit flankierenden Rundtürmen standen, ließ er noch erneuern, bevor er 1481 starb.
Die strenge Schlichtheit dieses ersten Baus ist typisch für die Zeit Ludwigs XI. Der rund 30 Jahre später, vor 1510 von seinem Sohn modernisierte zweite Bau zeigt dagegen einen italienisch beeinflussten spätgotischen Stil. Die innere Fassade ist eine der luxuriösen Manifestationen der Renaissance in der Provinz Berry, die sich allerdings in der Zeit der ersten Italienfeldzüge hauptsächlich auf die Vorliebe für bestimmte Ornamente konzentrierte. Besonders deutlich tritt diese Architektur an dem um 1505 im Flamboyant-Stil angefügten Treppenturm, dem von Fra Giovanni Giocondo errichteten Löwenturm (französisch: tour du lion), zu Tage.
Im 18. Jahrhundert gehörte das Schloss dem Herzog von Charost aus der Familie Béthune. Er erfreute sich großer Popularität, die ihm während der Französischen Revolution half, nach seiner Verhaftung wieder freizukommen, und das Schloss vor der Zerstörung zu bewahren. Später ging Schloss Meillant in den Besitz der Familie Rochechouart de Mortemart über, die es bis heute besitzt, und wurde 1842 durch den Architekten Louis Normand umfassend restauriert. Zur Einrichtung der Innenräume gehören Tapisserien und flämische Möbel.
Seit März 1926 steht das Schloss als Monument historique unter Denkmalschutz.